# Carex chinganensis
Carex chinganensis är en halvgräsart som beskrevs av Dmitrij Litvinov. Carex chinganensis ingår i släktet starrar, och familjen halvgräs. Inga underarter finns listade i Catalogue of Life.